# Merluccius senegalensis
Merluccius senegalensis és una espècie de peix pertanyent a la família dels merlúccids.

## Descripció
- Pot arribar a fer 81 cm de llargària màxima (normalment, en fa 42).
- És de color gris acerat o negrós al dors, mentre que els flancs i el ventre són blanc argentat.
- Cap més aviat llarg.
- 1 espina i 47-51 radis tous a l'aleta dorsal.
- Els extrems de l'aleta pectoral normalment arriben a l'origen de l'aleta anal.
- Aleta caudal normalment truncada i esdevenint còncava a mesura que creix.[3][4]

## Reproducció
Té lloc a les àrees septentrionals entre el gener i el març i, també, entre l'octubre i el març.

## Alimentació
Menja peixets i, en menor mesura, crustacis i cefalòpodes.

## Hàbitat
És un peix marí, demersal, oceanòdrom i de clima tropical (33°N-12°N, 19°W-8°W) que viu entre 15 i 800 m de fondària (normalment, entre 100 i 600). Fa migracions estacionals latitudinals.

## Distribució geogràfica
Es troba a l'Atlàntic oriental: les illes Canàries, Gàmbia, Guinea, Guinea Bissau, Mauritània, el Marroc, el Senegal i el Sàhara Occidental.

## Observacions
És inofensiu per als humans i es comercialitza fresc o congelat.